# كريل رائع
كريل رائع أو كريل قطبي جنوبي (الاسم العلمي: Euphausia superba) هو نوع من المفصليات البحرية يتبع جنس الكريل من الفصيلة الكريلية. تم العثور عليها في مياه القطب الجنوبي من المحيط الجنوبي. وهو من القشريات الشبيهة بالروبيان (القريدس)، ووصلت في بعض الأحيان كثافته من 10,000-30,000 من الحيوانات الفردية لكل متر مكعب. ويتغذى على العوالق النباتية الدقيقة وذلك باستخدام إنتاج الطاقة الأولية إلى أن العوالق النباتية المستمدة في الأصل من الشمس من أجل الحفاظ على دورة حياتها البحرية (المحيطات). ينمو على طول 6 سم (2.4 بوصة)، وتزن ما يصل إلى 2 غرام (0.071 أوقية)، ويمكن أن يعيش لمدة تصل إلى ست سنوات. بل هو من الأنواع الرئيسية في النظام البيئي في القطب الجنوبي، وهي، من حيث الكتلة الحيوية، وربما كان الأكثر وفرة الأنواع الحيوانية على وجه الأرض (ما يقرب من 500 مليون طن).

## دورة الحياة
موسم التناسل الرئيسية للكريل القطبي الجنوبي هو من يناير إلى مارس، على حد سواء فوق الجرف القاري، وأيضا في المنطقة العلوية من المناطق المحيطية العميقة البحر. في الطريق نموذجي من جميع القشريات، وذكر تعلق حافظة منوية لافتتاح الأعضاء التناسلية للأنثى. لهذا الغرض، هي التي شيدت في تشريح العشر قدميات الأول (الأرجل تعلق على البطن) من الذكور كأدوات التزاوج. تضع الإناث 6,000-10,000 بيضة في وقت واحد. وكانت مخصبة لأنها تمر من افتتاح الأعضاء التناسلية.

## الطعام
في الأحواض المائية، فقد لوحظ القشريات أكل بعضهم بعضا. عندما لا يتم إطعامهم في الأحواض المائية، التي يتقلص حجمها بعد الرمي، والذي هو استثنائي للحيوانات في حجم القشريات. فمن المرجح أن هذا هو التكيف مع التقلبات الموسمية من الإمدادات الغذائية، والتي تقتصر في أشهر الشتاء المظلمة تحت الجليد. ومع ذلك، العيون المركبة الحيوان لا تنكمش، وهكذا تمت النسبة بين حجم العين وطول الجسم وجدت لتكون مؤشرا يعتد به على الموت جوعا.

## مستقبل الرؤى وهندسة المحيطات
على الرغم من عدم وجود المعرفة المتاحة حول النظام البيئي في القطب الجنوبي بأكمله، وبالفعل تجارب واسعة النطاق التي تنطوي على الكريل التي يجري تنفيذها لزيادة امتصاص الكربون: في مساحات واسعة من المحيط الجنوبي وهناك الكثير من المواد المغذية، ولكن لا يزال، والعوالق النباتية لا تنمو كثيرا. وتسمى هذه المناطق بالمناطق الغنية بالمغذيات الفقيرة بالكلوروفيل (HNLC).

## علم الاحياء

### التألق الحيوي
الكريل القطب الجنوبي غالبا ما يشار إليه باسم الروبيان المضئ لأنه يمكن أن ينبعث منه ضوء، التي تنتجها أجهزة إضاءة حيوية. وتقع هذه الأجهزة على أجزاء مختلفة من جسم القشريات الفردية: زوج واحد من الأجهزة في نتوء يمد العين بعيدا عن الجسم (راجع الصورة الرئيسية أعلاه)، وزوج آخر على الوركين، وأجهزة وحيدة على اجزاء من الصدر أو البطن المفصلية الأربعة. هذه الأجهزة تنبعث منها الضوء الأصفر والأخضر بشكل دوري، لمدة تصل إلى 2-3 ق. فهي تعتبر ذلك درجة عالية من التطور والتي يمكن مقارنتها مع المشعل: عاكس مقعر في الجزء الخلفي من الجهاز وعدسة في دليل جبهة ضوء المنتجة، والجهاز كله يمكن أن يكون بالتناوب من قبل العضلات. ليست وظيفة من هذه الأضواء بعد مفهومة تماما، وبعض الفرضيات واقترح أنها تعمل على تعويض الظل القشريات بحيث لم تكن مرئية من الحيوانات المفترسة إلى أدناه؛ المضاربات الأخرى الحفاظ على أنها تلعب دورا هاما في التزاوج أو الدراسة في الليل.

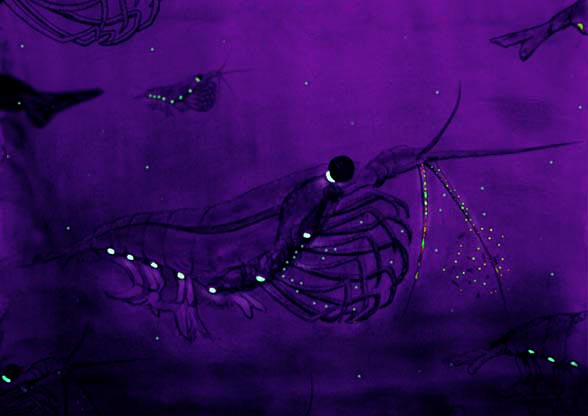
ألوان مائية من اضائة القريدس الحيوية

### الهروب رد فعل
الكريل يستخدم رد فعل الهروب إلى التهرب من الحيوانات المفترسة، والسباحة إلى الوراء بسرعة كبيرة عن طريق التقليب على مؤخرتهم. وكما هو معروف هذا النمط في السباحة يسمي التقليب الذيلي. ويمكن تصل سرعة القريدس أكثر من 0.6 متر في الثانية الواحدة (2.0 قدم / ث).

تقليب القريدس الذيلي